# Landbuch Karls IV.

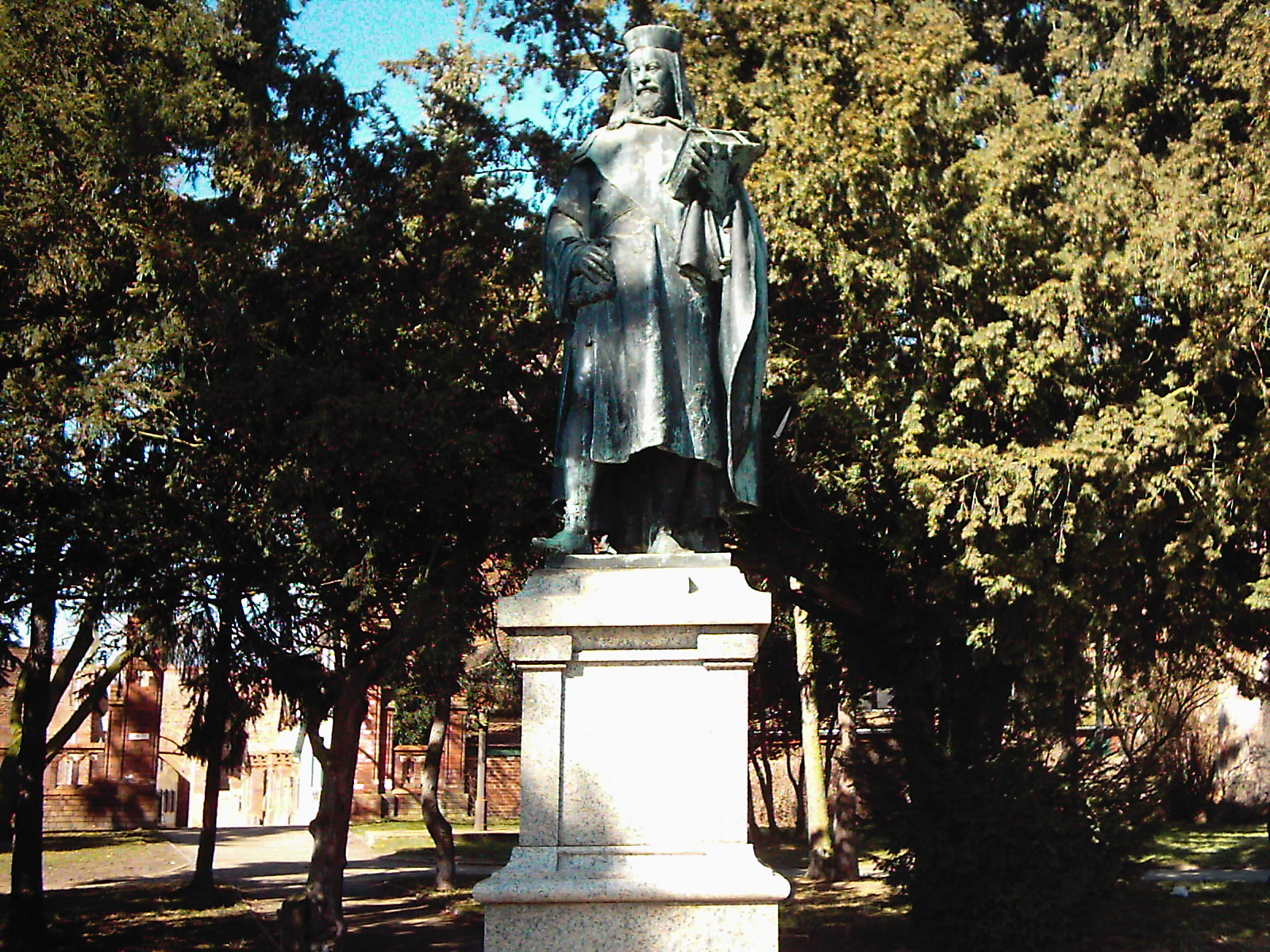
Landbuch in der Hand von Karl IV. am Denkmal für Kaiser Karl IV. in der Burg Tangermünde, diese baute der Kaiser zur Zweitresidenz aus

Das Landbuch der Mark Brandenburg oder Landbuch Kaiser Karls IV. von 1375 zählt zu den bedeutenden statistischen Erfassungen des Mittelalters. Seine Daten dien(t)en der Erforschung verschiedener Aspekte, darunter Kirche, Lasten, Ortschaften, Verwaltungsgliederung, Wirtschaft, gesellschaftliche und staatliche Strukturen.
Das Urbar liefert für hunderte Siedlungen einen näheren Einblick, erwähnt viele von ihnen erstmals urkundlich, markiert damit den Bezugspunkt ihrer Jubiläen. Es entwirft in Verbindung mit weiteren Quellen ein facettenreiches Panorama der spätmittelalterlichen Mark Brandenburg. Darüber hinaus formte das Amtsbuch das Bild der Geschichte von Deutschland und vom Heiligen Römischen Reich mit.

## Hintergrund und Entstehung

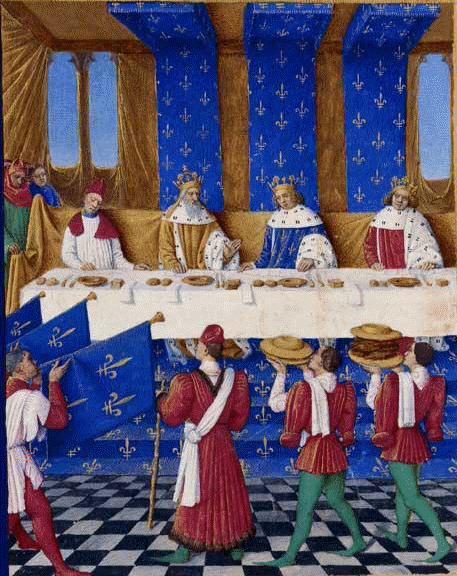
Bankett mit Karl IV., Karl V., König von Frankreich und Wenzel, dem eigentlichen Markgrafen von Brandenburg, Buchmalerei von Jean Fouquet, 15. Jahrhundert.

Im Jahr 1371 kam es zum Krieg zwischen Karl IV., Kaiser des Heiligen Römischen Reichs (1355–1378) und Otto V., Markgraf von Brandenburg (1364/1365–1373). Zum einen ging es Karl um die Kurstimme, zum anderen strebte er danach, seinen Hausmachtbereich nach Norden auszudehnen und diesen möglichst mit dem Meer zu verbinden. Am 15. August 1373 schlossen der siegreiche Luxemburger und der unterlegene Wittelsbacher den Vertrag von Fürstenwalde. Der vierfache König bekam von seinem Schwiegersohn die Markgrafschaft Brandenburg. Um die öffentliche Meinung im Reich nicht zu gefährden, spielte am Ende Geld die entscheidende Rolle beim Übergang der Herrschaft.
Karl IV. zeigte im Gegensatz zu seinem Vorgänger reges Interesse am norddeutschen Gebiet. Zunächst folgten die üblichen Huldigungen und das Bestätigen der Rechte. Dann bedurfte es einer Darstellung des neu hinzugewonnenen Reichsterritoriums. Als solche entstand schon im Herbst 1373 die Landesbeschreibung der Mark Brandenburg. Vermutlich gleichzeitig mit ihr gab er das Landbuch der Mark Brandenburg in Auftrag. Es griff auf Vorbilder aus Nebenländern der böhmischen Krone zurück. Aus Anordnungen des Luxemburgers resultierten u. a. das mehrteilige Landbuch von Schlesien für einige Herzogtümer in Schlesien oder das Böhmische Salbüchlein für Neuböhmen. Das hiesige Werk sollte nach Jahrzehnten der Schwäche am Ende der askanischen und besonders während der wittelsbachischen Zeit eine geordnete Landesverwaltung fördern. Für deren nur ansatzweise vorhandene Zentrale und nicht für den praktischen Einsatz vor Ort war das Urbar wohl gedacht. Aus seinem Hauptzweck, einer Übersicht der dem Landesherrn bzw. Markgrafen verbliebenen Rechte, erwuchs eine Aufstellung zu den gesamten Verhältnissen der Mark.
Der Hauptteil 1 Übersicht der allgemeinen Einkünfte wurde größtenteils aus den vorhandenen Unterlagen der Kammerverwaltung übernommen. Die Arbeiten kamen zu keinem richtigen Abschluss. Im Hauptteil 2 Übersicht der Dörfer beruhte das Dorfverzeichnis ebenfalls auf älteren Akten. Einige dort aufgeführte Siedlungen existierten 1375 gar nicht mehr. Der wichtigste Abschnitt, das Dorfregister, fußte hauptsächlich auf Erkundigungen vor Ort. Das Landbuch selbst überlieferte den zugrundeliegenden Fragebogen. Die Aufnahme der Daten übernahmen markgräfliche Schreiber. Ihnen standen die Landreiter und -vögte zur Seite. Zunächst erfolgte eine Ermahnung, die Wahrheit zu sagen und eine Drohung, verschwiegenes Gut fiele an den Kaiser. Danach wurden die Antworten notiert. Außer dem Grundherrn, Pfarrer und Schultheißen erteilten wohl die übrigen Dorfeinwohner Auskunft. In Glasow im Teltow sagten der Grundherr Heine Karre und die Vollbauern über den Hufenzins Unterschiedliches aus. In wenigen Fällen verhinderten die Grundherren die Datenerhebung. Ein entsprechender Vermerk fand sich z. B. über Wentz von Holtzendorf in Birkenwerder. Vielleicht waren solche Vorgänge die Ursache für weitere Lücken im Register. Neben der mündlichen Aufnahme wurden Aufzeichnungen einzelner Grundherrschaften verwendet, so in der Herrschaft Bartensleben (späterer Stendalischer Kreis), in den Dom- und Hochstiften Brandenburg oder bei den Kloster- und Stiftsdörfern. Darauf ließ die Gleichartigkeit dieser Texte schließen.
Bereits ab 1336 erfolgte unter Ludwig I., Markgraf von Brandenburg (1323–1351) eine Bestandsaufnahme. Davon blieb in Abschriften das Landbuch der Neumark erhalten. Trotzdem gilt das Landbuch der Mark Brandenburg als erste umfassende statistische Erfassung des Landes. Anno 1375 waren die Arbeiten zum Großteil abgeschlossen, deshalb erfolgte die Datierung der Historiker üblicherweise auf dieses Jahr. Weitere Angaben wurden bis 1376 erhoben. Einzelne Notizen im Werk zeigten, dass Karl sich persönlich an der Erstellung beteiligte. Für seine mit dem Amtsbuch verbundenen Absichten wurden verschiedene Deutungen angeboten. Johannes Schultze sprach von der Rückgewinnung dem Landesherrn entfremdeter Rechte und Güter. Hans K. Schulze betonte die Absicht, Brandenburg als einheitlichen Herrschaftsraum unter der alleinigen Hoheit des Markgrafen darzustellen. Für Gerd Heinrich stand die fürstliche Finanzkontrolle im Vordergrund, vor Ort sollten mehr Einnahmen generiert werden. Ernst Schubert nahm an, dass der Kaiser einen Verkauf der Mark plante und daher ihren Wert taxierte. Nicht undenkbar, dass ein Herrscher mit dem Weitblick von Karl IV. all diese Ziele im Auge hatte.

## Handschriften
Vom Landbuch der Mark Brandenburg existier(t)en mehrere Manuskripte. Sie unterschieden sich voneinander, entstanden zu unterschiedlichen Zeiten, stellten gleichrangige Schriftquellen dar. Daher traf eigentlich die Mehrzahl – die Landbücher – zu. Johannes Schultze rekonstruierte ihre Entstehung:
Die Urschrift X umfasste die Hauptabschnitte 2 bis 14.4 und wurde vermutlich nicht vor 1376 niedergeschrieben. Die davon kopierte Abschrift A ließ Teile aus, fügte aktuelle Änderungen und Vermerke zu. Nach Fertigstellung revidierte ein anderer Schreiber das Werk per Randmarkierungen. Beide Arbeitsschritte endeten wohl im Sommer 1377. Bald darauf, aber nicht vor 1378 wurde aus X sowie den nun vorliegenden Daten für die Dorfregister der Altmark und des Uckerlands die Handschrift Y angefertigt. Diese erste vollständige Fassung mit allen Haupt- und Nebenteilen wurde ständig fortgeschrieben und stark durch die Verwaltung gebraucht, so die Annahme des Historikers und Archivars.
Rund zehn Jahre später erfolgte mittels Y die Erstellung der Abschrift B. Die Aufgabe übernahmen acht verschiedene Schreiber. Offenbar bestand Zeitdruck, vielleicht anlässlich der Verpfändung der Mark an Jobst und Prokop von Mähren anno 1388. Für die laufende Verwaltungsarbeit sollte das Werk nicht dienen. Ebenfalls aus der Vorlage Y entstand nach 1420 und vor Mitte des 15. Jahrhunderts die Handschrift C. Eventuell war Erstere inzwischen lädiert und musste ersetzt werden. Während X und Y verloren gingen, blieben A, B und C erhalten. Keine der Drei trug einen Buchtitel. Laut Ernst Fidicin tauchte die Bezeichnung Landbuch bereits in einem Rechtsstreit aus dem Jahr 1580 auf. Die überlieferten Manuskripte gehören der Stiftung Preußischer Kulturbesitz, die sie in ihrem Geheimen Staatsarchiv verwahrt.
- Handschrift A: bis 1776 in der altmärkischen Grenzregistratur in Stendal, Signatur Geheimes Staatsarchiv I. HA Rep. 78, Nr. 1 a, Ledereinband 19. Jahrhundert, Blattformat 30,7 cm × 21,0 cm, starke und gute Papierqualität, verschiedene Wasserzeichen (ein oder zwei kleine Kreise mit einem halbierenden Stab, dessen Enden zieren Schrägkreuze; Gebilde in Form von Birnen mit angefügtem Stab; Hirsch- und auch Stierköpfe mit Stab und auf dem Kopf stehendem Schrägkreuz), 249 Blätter, davon 24 unbeschrieben, Blätter 1 und 2 (Anfang und Titelblatt) fehlen, vordere erhaltene weisen Beschädigungen auf.[44]

Das Manuskript verfasste durchgängig ein einziger Schreiber. Seine sehr präzise Schrift entsprach der Zeit um 1375. Auf Selbige verwies die zierliche, kleine Schrift des Revisors auf den Blatträndern des Dorfregisters. Er fügte gelegentlich kleine Notizen und Zusätze, aber hauptsächlich Namen von Rechtebesitzern hinzu. Teilweise kürzte er sie dabei ab, z. B. den Markgrafen mit M. Beide Schriftzüge glichen denen der Landesbeschreibung der Mark Brandenburg von 1373. Aufgrund dessen und der Wasserzeichen schuf sie wohl die Kanzlei von Karl IV. Das Fehlen der Dorfregister Uckerland und Altmark erklärte sich nach Johannes Schultze am einfachsten durch die oben beschriebene Genese des Urbars. Da das Exemplar aus letzterer Verwaltungseinheit kam, erwog er daneben eine intensive Verwendung als Ursache.
Digitalisat Handschrift A in Archivdatenbank Geheimes Staatsarchiv Stiftung Preußischer Kulturbesitz
- Handschrift B: bis 1834 im kurmärkischen Lehnarchiv beim Kammergericht, Signatur Geheimes Staatsarchiv I. HA Rep. 78, Nr. 1, Bd. 1, Ledereinband 19. Jahrhundert, Blattformat 31,0 cm × 22,5 cm, zwei Papiersorten (zweite nur für Lage G, siehe unten), zwei Wasserzeichen (Glocke, für Lage G ähnlich einem Kamelkopf mit Doppelhöcker), 275 Blätter, manche unbeschrieben, von Blatt 1 nur Bruchstück erhalten, weitere Verluste nicht verifizierbar, erste Blätter sehr stark, sonst stark abgenutzt.[46][46][47]

Das Manuskript kopierten acht Schreiber. Sie teilten die Arbeit in neun Lagen auf, bezeichneten diese mit A bis J und vermerkten den Buchstaben jeweils auf dem ersten Blatt. Schreiber 1 übernahm die Lagen A und B, alle anderen eine. Sämtliche Schriftzüge rührten aus derselben Zeit her, den letzten Jahrzehnten des 14. Jahrhunderts. Das häufige Überspringen wiederkehrender Worte zeigte die flüchtige Arbeitsweise. Obwohl Handschrift B später als A geschrieben wurde, bot sie oft den ursprünglicheren Text. Die alte Foliierung aus Römischen Ziffern riss bei LXXI ab. Sie setzte im 16. Jahrhundert eine Paginierung aus Indischen Ziffern fort. Eine weitere, dem 17. Jahrhundert entspringende Seitenzählung sprach für einen damaligen gesonderten Band, der vom Hauptabschnitt 11 bis 14.4 reichte.
Um 1835 wurde eine Lage der Handschrift gebunden. Der Geheime Staatsarchivar Hoefer stellte dabei einen höchstwahrscheinlich nicht zeitgenössischen Titel (zugleich Buchtitel und Titelblatt) sowie ein Inhaltsverzeichnis voran. Im Anschluss an den Druck der Edition von 1940 erhielt jedes Blatt eine Einbettung aus Pergamentpapier, woraus zwei Halbpergament-Bände neu gebunden wurden.
Digitalisat Handschrift B in Archivdatenbank Geheimes Staatsarchiv Stiftung Preußischer Kulturbesitz
- Handschrift C: alter Bestand des Geheimen Staatsarchivs, Signatur Geheimes Staatsarchiv I. HA Rep. 78, Nr. 1 b, Ledereinband 19. Jahrhundert, Blattformat 32,0 cm × 20,5 cm, 237 Blätter, Blätter 1 und 2 (Anfang und Titelblatt) fehlen, 8 vorgeheftete, leere Blätter.[41]

Das Manuskript stammte aus der Feder eines Schreibers. Er brachte es um das zweite Viertel des 15. Jahrhunderts zu Papier. Auf die Nebenabschnitte 3, 1.11 und 1.12 folgten die Hauptabschnitte 1–14.4, dann zunächst der Hauptabschnitt 15.2 Dorfregister Bezirk Salzwedel, erst jetzt die Hauptabschnitte 14.5 Dorfregister Uckerland und 15.1 Dorfregister Bezirk Stendal. Das Auftrennen der altmärkischen Register kam durch ein Vertauschen der Lagen zustande.
Digitalisat Handschrift C in Archivdatenbank Geheimes Staatsarchiv Stiftung Preußischer Kulturbesitz
Das Fehlen der Urschrift X erschwerte im großen Maß die Erforschung der Entstehung der Landbücher. Paläografischer Befund, äußere Merkmale und physische Struktur von ihr konnten nicht untersucht werden. Für die Handschriften Y und B betonte Johannes Schultze, dass sie aus losen Blättern bestanden haben müssen. Die Verwendungen der Amtsbücher lange nach ihren Erstellungen bezeugten Durchstreichungen, Ergänzungen und Korrekturen. Die Randnotiz: „Nyendorp, sonst am Speck genannt“ bekam die Handschrift C erst im 17. Jahrhundert.

## Editionen

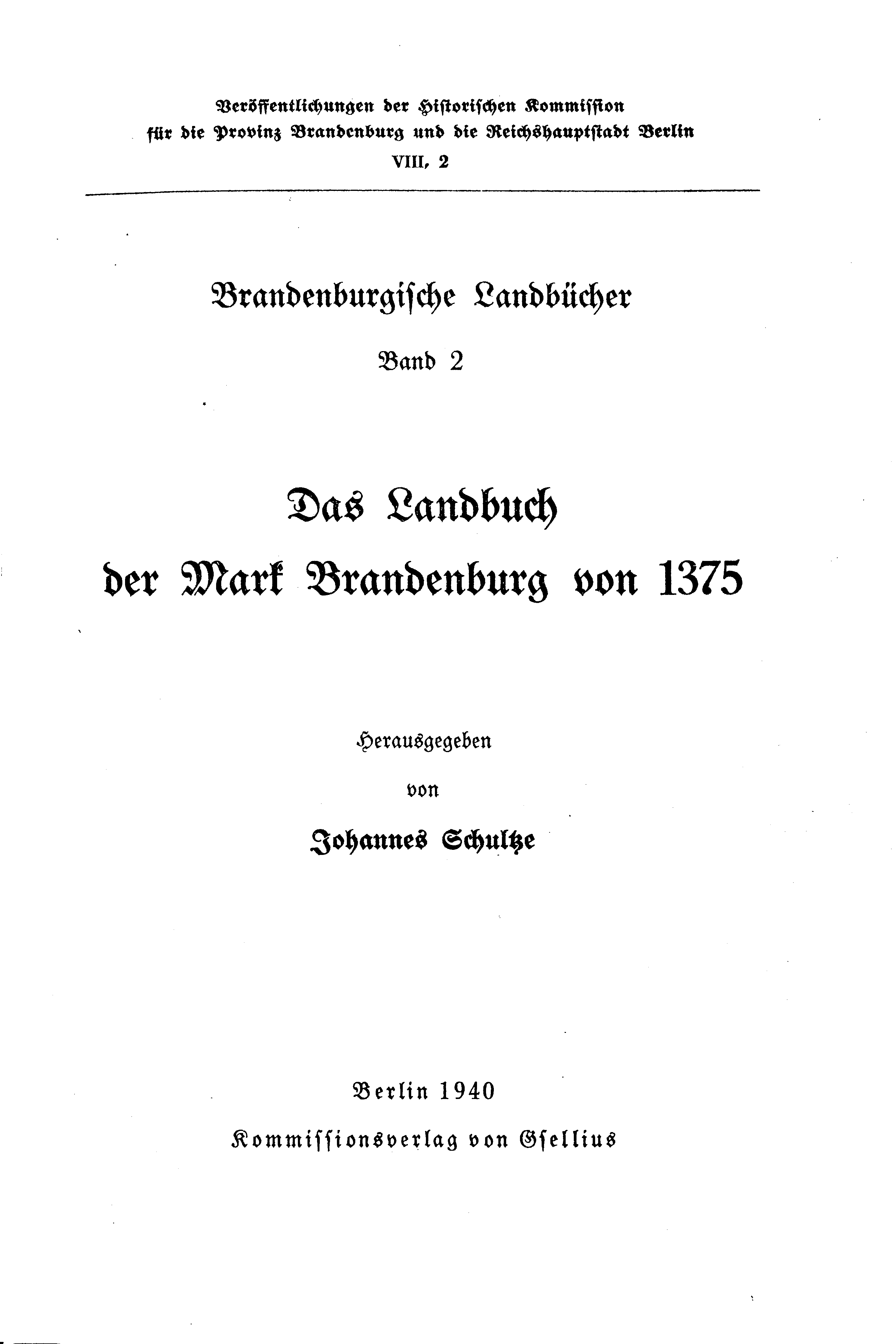
Johannes Schultze (Hrsg.): Das Landbuch der Mark Brandenburg von 1375

Das Landbuch Kaiser Karls IV. erlebte drei Editionen:
- Ewald Friedrich von Hertzberg erkannte als Erster die Bedeutung für die Geschichtswissenschaft.[54] Er schrieb: Es ist

„… ein allgemeines Catastrum, oder Landregister der Marggrafschaft Brandenburg aus dem 14ten Jahrhundert; eine wahre Statistik dieses Landes, und ein so vollständiges, und nützliches Denkmal aus dem mittleren Zeitalter, als meines Wissens kein anderes Land in Deutschland, und vielleicht nicht in ganz Europa, von einer so entfernten Zeit aufweisen mag. Man kann daraus fast die ganze damalige Landes- und Regierungsverfassung der Mark Brandenburg ersehen und abnehmen, und man könnte mit Zusammenhaltung der Urkundensammlungen eine Art von Staatsrecht und Statistik, besonders der inneren Landesverfassung der verschiedenen Provinzen von Niederdeutschland in dem Mittelalter daraus abziehen.“

Der Staats-, Kriegs- und Kabinettsminister brachte 1781 die älteste Edition heraus. Sie orientierte sich hauptsächlich an Handschrift C. Neben dem Landbuch enthielt sein Werk die Schossregister von 1450, 1451, 1480 und 1481. Das in mancherlei Hinsicht als mangelhaft empfundene Buch war nach 50 Jahren vergriffen.
Ewald Friedrich von Hertzberg (Hrsg.): Landbuch des Churfürstentums und der Mark Brandenburg, welches Kayser Carl IV. König von Böhmen und Marggraf zu Brandenburg im Jahre 1375 anfertigen lassen; wie auch das Register des Landschosses einiger Kreise der Churmark vom Jahr 1451. Königliche Hofbuchdruckerei George Jacob Decker, Berlin / Leipzig 1781; archive.org.
- Ernst Fidicin verfasste 1856 die zweite Bearbeitung. Er nutzte größtenteils Handschrift A, ergänzte dort Fehlendes mit C und zusätzlich mit B. Die recht willkürliche Vorgehensweise, mehrfache Verwechslungen der drei Manuskripte und weitere Fehler stellten einen Rückschritt gegenüber der ersten Edition dar. Der berlinische Stadtarchivar verband das Landbuch ebenfalls mit den o. g. Schossregistern. Die Monarchie Preußen kaufte als Unterstützung 200 Exemplare.[54][39]

Ernst Fidicin (Hrsg.): Kaiser Karl’s IV. Landbuch der Mark Brandenburg nach den handschriftlichen Quellen. Verlag von J. Guttentag, Berlin 1856; archive.org.
- Johannes Schultze übernahm die dritte Editierung. Er verstand die Gleichwertigkeit der drei Überlieferungen, stützte sich auf Handschrift B (weil vollständig und originärer), machte Abweichungen in A und C erkenntlich. Auf die Landesbeschreibung der Mark Brandenburg von 1373 – quasi der unmittelbare Vorläufer des Landbuchs – folgten in Kleindruck die Nebenteile, dann das eigentliche Urbar – die Hauptteile.[53][39][49][54]

Die Neubearbeitung war nach Gründung der Historischen Kommission für die Provinz Brandenburg und die Reichshauptstadt Berlin beschlossen worden. Johannes Schultze vollendete die Textabschrift 1932, schrieb eine kompakte Einführung, Herr Nolte erstellte das Orts- und Personen-Verzeichnis, Arthur Suhle verfasste einen kurzen Text über die Münzverhältnisse im Brandenburg des 14. Jahrhunderts. Aus Geldmangel erschien Das Landbuch der Mark Brandenburg von 1375 erst im Jahr 1940. Diese mustergültig philologisch-kritische Aufbereitung erleichterte fortan Regionalhistorikern den Zugang und die Nutzung. Wegen der Lücken des Dorfregisters und seiner unterschiedlichen Deutungsmöglichkeiten kann sie keine Statistik oder Tabelle ersetzen.
Johannes Schultze (Hrsg.): Das Landbuch der Mark Brandenburg von 1375 (= Brandenburgische Landbücher. Band 2; Veröffentlichungen der Historischen Kommission für die Provinz Brandenburg und die Reichshauptstadt Berlin. Band VIII, 2). Kommissionsverlag von Gsellius, Berlin 1940 (Digitalisat (Memento vom 25. September 2015 im Internet Archive) in Universitätsbibliothek Potsdam).
Die beiden älteren Editionen ließen dem Zeitgeist folgend im Dorfregister Uckerland dem Herzog von Mecklenburg-Stargard zustehende Rechte aus.
Übersetzung: Das Landbuch der Mark Brandenburg von 1375/76. 1. – allgemeiner – Teil nach der Edition von Johannes Schultze (1940) lateinisch und deutsch hg. von Lutz Partenheimer und André Stellmacher. Potsdam 2020 (ISBN 978-3-88372-203-0 (Broschur), ISBN 978-3-88372-223-8 (Festeinband))